# 郎岱廳
郎岱廳，清朝时设置的厅。
原為水西隴氏土司地。康熙十八年（1679年），改為外委土千總，分為二目，一土目管郎岱本枝，一土目管六枝。雍正九年六月十二日（1731年7月15日），以隴氏郎岱、六枝二土目地改設郎岱廳，設治於郎岱，添設安順府同知一員分駐其地。乾隆十九年十二月初二日（1755年1月13日），於郎岱廳境內設羊場塘巡檢司，地在郎岱廳，隸於安頤府。民国初年，全国废府州厅改县，于1913年废郎岱厅置郎岱县。